# Chiesa Superiore (Kampen)
La Chiesa Superiore, in olandese Bovenkerk, è il maggior edificio religioso, protestante, della cittadina di Kampen, nei Paesi Bassi.
Domina il profilo cittadino con la sua torre affilata e costituisce un bell'esempio d'architettura gotica del Paese.

## Storia e descrizione

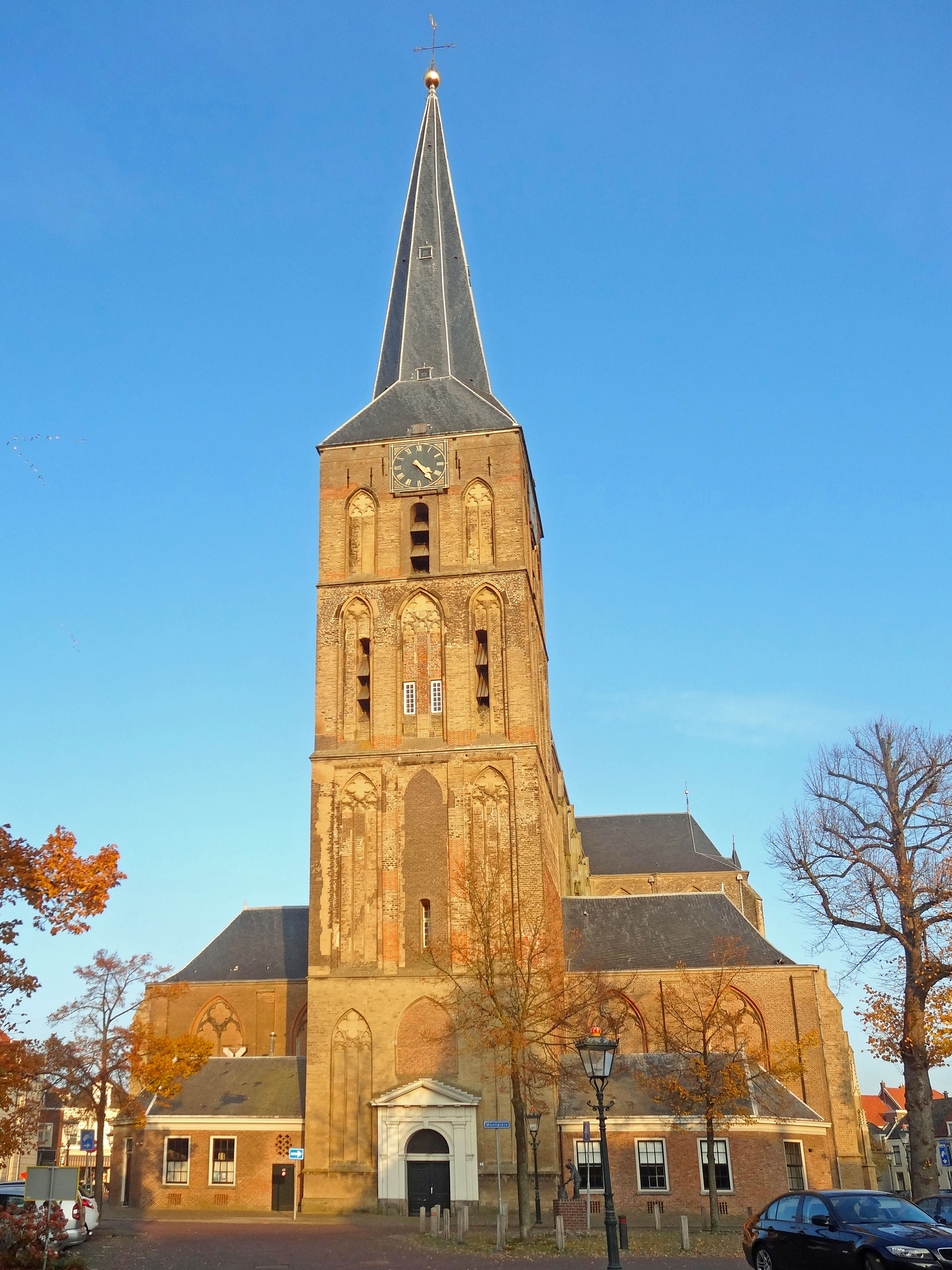
Veduta della facciata con la torre.

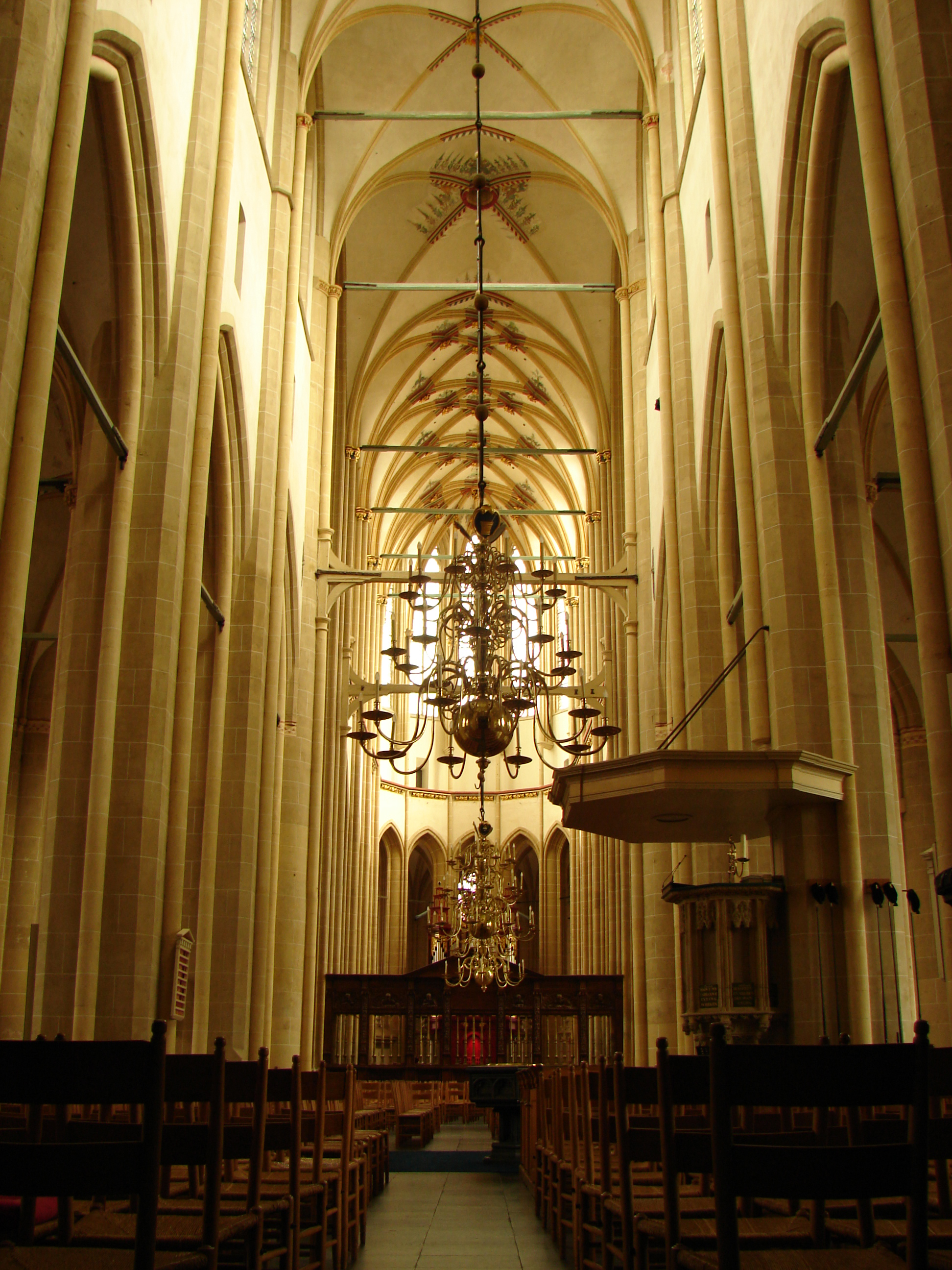
L'interno.

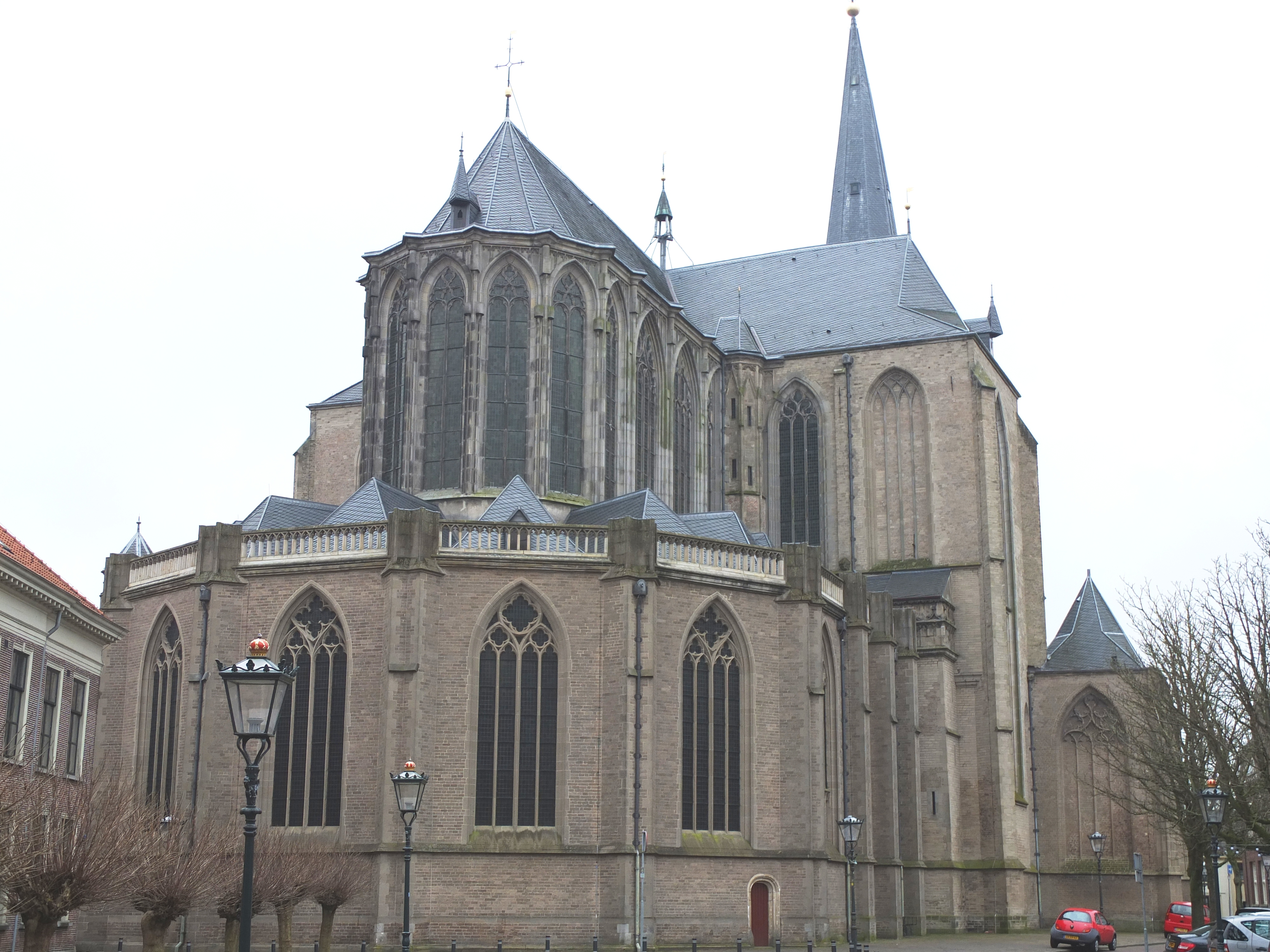
Il coro a deambulatorio.

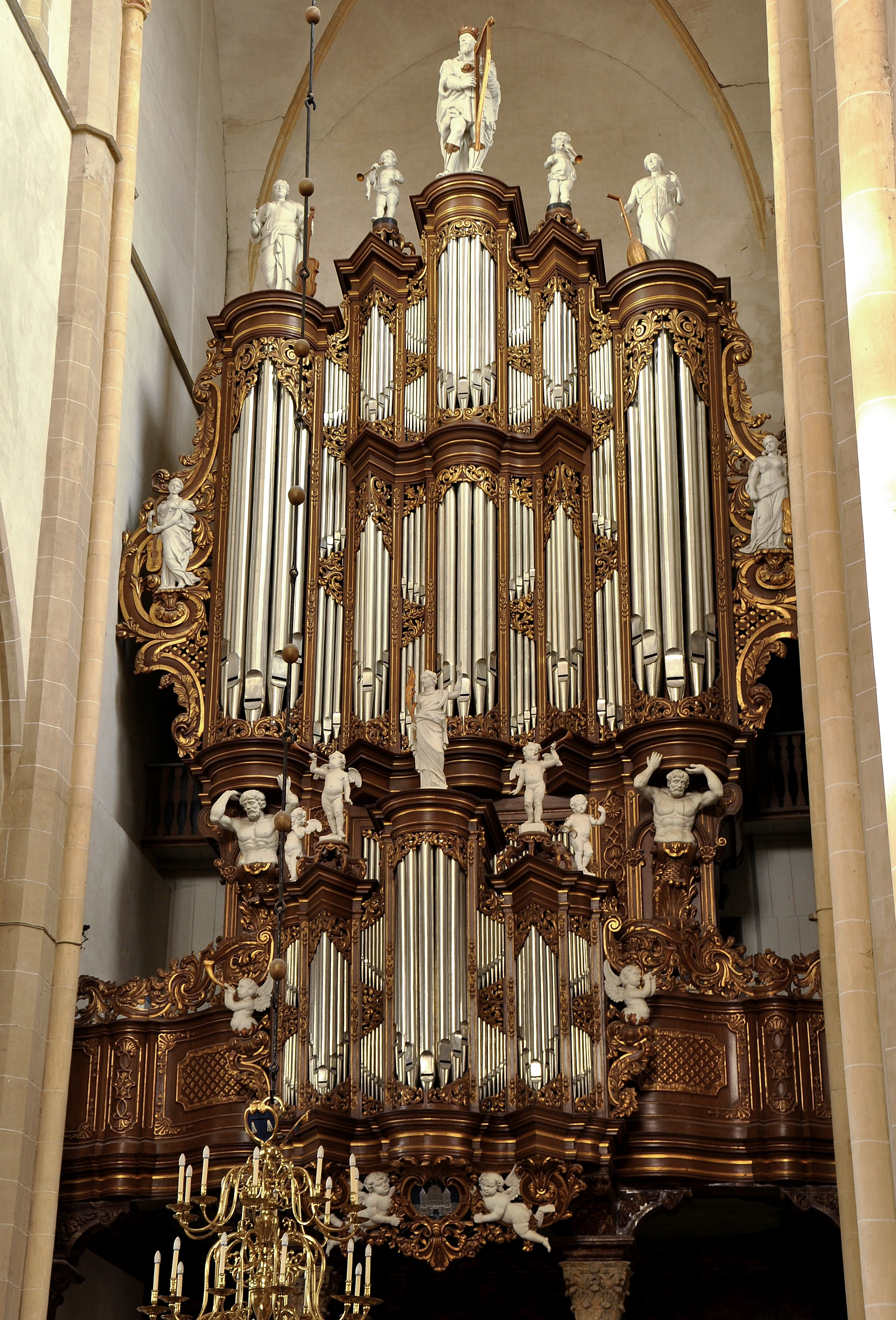
L'organo barocco.

La prima chiesa eretta in questo luogo era una costruzione romanica risalente al XII secolo e già dedicata a San Nicola, patrono dei marinai.
Nell'ultimo quarto del XIII secolo si eresse al suo posto una chiesa protogotica del tipo hallenkirche a tre navate.
Nell'ultimo quarto del XIV secolo il Maestro Rutger da Colonia, figlio del costruttore del Duomo di Colonia pone mano alla costruzione. Dapprima rifece il coro a deambulatorio con cappelle radiali, di chiare influenze parleriane, terminato intorno al 1400. All'inizio del XV secolo si pose mano al piedicroce rifacendolo a cinque navate. Nel 1516, l'architetto di città Clemens van der Gouwe, venne ingaggiato per la costruzione della torre sulla facciata. In L'edificio venne completato nella seconda metà del XV secolo.
Tuttavia la torre presentò ben presto problemi di stabilità e nel corso del XVII secolo venne assai rimaneggiata. Il consiglio comunale nel 1808 decise di sostituire la bassa copertura piramidale della torre con l'affilata guglia odierna. Venne incaricato dei lavori l'allora architetto di città A. M. Sorg.

### Campane
Nel 1481-82 il celebre maestro fonditore di campane, Geert van Wou, già attivo al Duomo di Utrecht, realizzò delle campane per la Bovenkerk. Nelle immediate vicinanze chiesa aveva stabilito la sua fonderia. Attualmente ancora sono conservate due sue campane nella torre. l
L'11 settembre 2009 venne installata una nuova campana; nel 2010 ancora un'altra con l'immagine di San Nicola, patrono della chiesa. Nel 2011, infine, il concerto è stato completato con altre cinque campane. L'attuale concerto cui compone di nove campane, tutte realizzate nel pieno rispetto delle tecniche tradizionali di Van Wou, senza trattamenti moderni.

### Grand'organo
L'organo monumentale della chiesa venne ricostruito nel 1676 da Johan Slegel. In seguito venne modificato e ampliato fino al 1743.

### Sepolture
Come consuetudine, all'epoca, i cittadini importanti venivano inumati nelle chiese. La Chiesa Superiore non fa eccezione, e fra i sepolti si ricordano il pittore Hendrick Avercamp (1585-1634) e il mastro campanaro Geert van Wou (1450-1527). Nel transetto si trova un ornamento di marmo rosso con urna di marmo verde che commemora il Vice Ammiraglio Jan Willem de Winter (1761-1812). L'urna contiene solo il cuore De Winter, mentre il corpo è custodito al Pantheon di Parigi, l'unico olandese sepolto nel Pantheon francese.